# Niguarda
Niguarda est un quartier historique de la ville de Milan. Il est situé dans la partie septentrionale de la commune.

## Présentation
Niguarda était une commune indépendante jusqu'en 1923. Niguarda fut une première fois annexée par sa voisine, Milan, en 1808, pendant la période de la République cisalpine, mais en fut détachée, en 1816 avec le retour des Autrichiens. 
Niguarda est aujourd'hui un quartier milanais constituant la zone 9 de Milan.
Le quartier possède plusieurs bâtiments historiques, notamment l'ospedale Maggiore de Milan ainsi que la Basilique San Nazaro in Brolo. On peut observer la sculpture aquatique du célèbre artiste Dante Parini, le Mémorial de Guerre, lié par la Surintendance et l'objet de visites, dans la rue Piazza Gran Paradiso.